# Ricardo Seabra Gomes
Ricardo Jorge Seabra Gomes ComM • GCIH (Lisboa, 10 de Julho de 1944 - 24 de Dezembro de 2018), foi um médico cardiologista português. Foi uma das figuras mais proeminentes na medicina portuguesa durante a sua carreira, tendo feito a primeira angioplastia coronária em Portugal. Foi considerado pelo Dr. João Morais, da Sociedade Portuguesa de Cardiologia, como o pai da cardiologia nacional.

## Biografia

### Nascimento e formação
Nasceu em 10 de Julho de 1944, na cidade de Lisboa, filho de um médico.
Em 1968 concluiu a licenciatura na Faculdade de Medicina da Universidade de Lisboa. Em 1994, Fez o doutoramento na Faculdade de Medicina da Universidade do Porto.

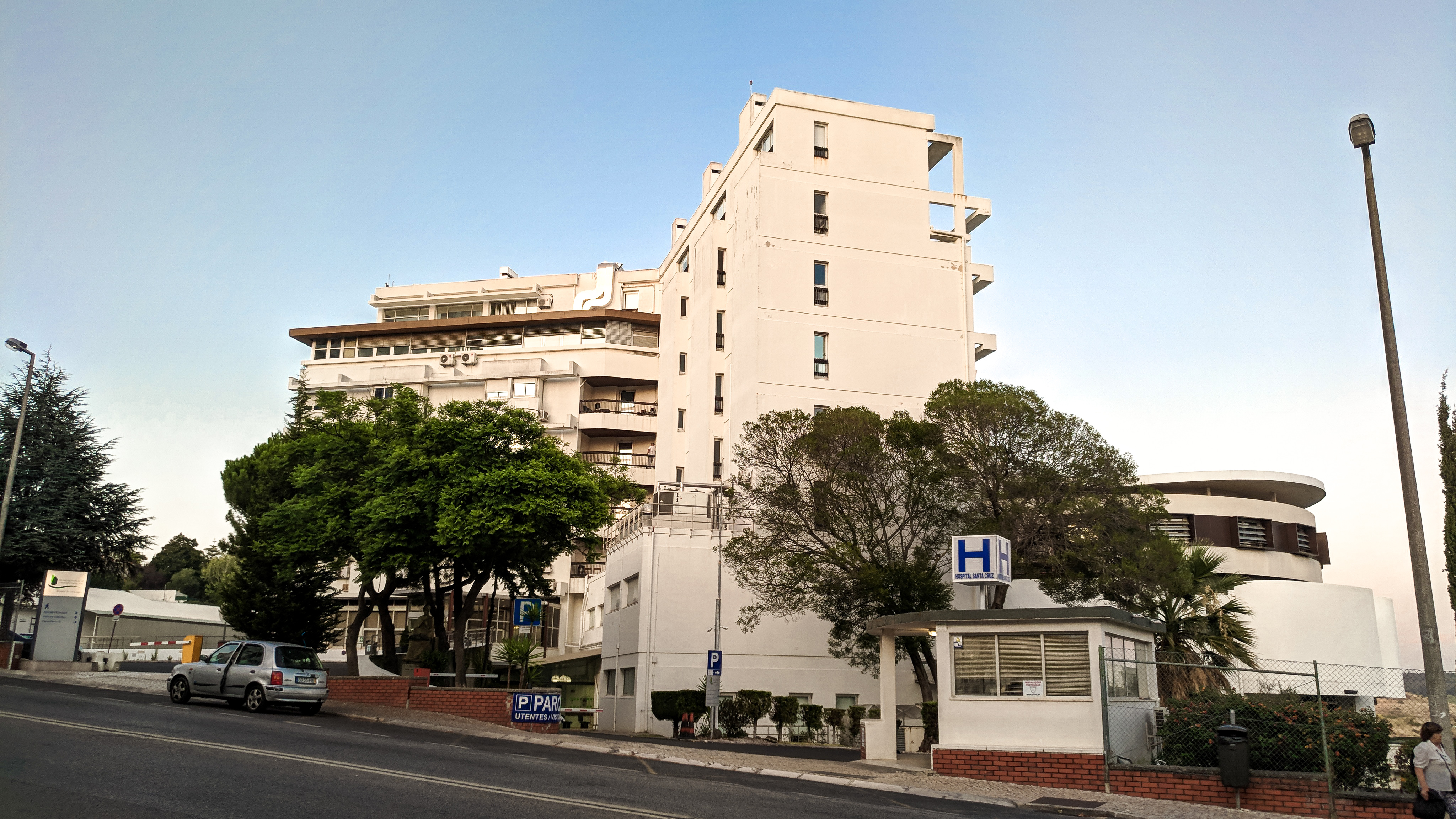
Hospital de Santa Cruz, em Agosto de 2019.

### Carreira profissional
Exerceu como médico, tendo recebido a sua certificação como especialista em cardiologia em 1971, pela Ordem dos Médicos. Segundo o próprio, ganhou o interesse em ser médico cardiologista aos dez anos de idade, depois de ter visto o seu pai morrer subitamente durante um jogo de futebol. Foi depois para Londres, onde trabalhou como oficial médico residente no National Heart Hospital, supervisionado pelo distinto médico Donald Ross, e como investigador no Cardiothoracic Institute, sob o professor Peter Harris. Já nessa altura mostrou um grande avanço em relação aos cardiologistas portugueses, tendo escrito artigos inovadores sobre aquele tema em revistas científicas especializadas. Regressou depois a Portugal, tendo ajudar a fundar o Hospital de Santa Cruz, onde também exerceu como director do Departamento de Cardiologia do  entre 1984 e 2005, coordenador nacional para as Doenças Cardiovasculares entre 2005 e 2008, e presidente da Sociedade Portuguesa de Cardiologia entre 2001 e 2003. Foi o responsável ou co-responsável por mais de quinhentos artigos científicos, e publicou quase 1200 resumos. Em 1984 foi o autor da primeira angioplastia coronária em Portugal, realizada no Hospital de Santa Cruz, e em 1990 fez a primeira operação para a implantação de um Stent no país, e a primeira utilização de um stent com fármaco em 2002. Em 1988 foi um dos fundadores do Instituto do Coração, em conjunto com Manuel Machado Macedo e João Queiroz e Melo.
Em Abril de 2018, foi homenageado durante o Congresso Português de Cardiologia, tendo nessa altura apresentado a comunicação A journey through my contribution to the history of cardiovascular medicine.

### Falecimento
Faleceu em 24 de Dezembro de 2018.

## Homenagens
Em 9 de Junho de 1995, foi condecorado com o grau de comendador na Ordem do Mérito, e em 12 de Setembro de 2005 com a grã-cruz da Ordem do Infante D. Henrique. Também recebeu a medalha de ouro do Ministério da Saúde, o Prémio Nunes Correia Verdades de Faria da Santa Casa da Misericórdia de Lisboa, e vinte e sete prémios científicos da Sociedade Portuguesa de Cardiologia. Em 2016, foi honrado com a Medalha de Honra da Câmara Municipal de Setúbal.
Na altura do seu falecimento, foi recordado pelo Presidente da República, Marcelo Rebelo de Sousa, e pelo bastonário da Ordem dos Médicos, pela sua carreira na medicina.
Em 2018, a Sociedade Portuguesa de Cardiologia anunciou a criação do Prémio Ricardo Seabra Gomes.